# トルトレート
トルトレート（イタリア語: Tortoreto）は、イタリア共和国アブルッツォ州テーラモ県にある、人口約12,000人の基礎自治体（コムーネ）。

## 地理

### 位置・広がり

#### 隣接コムーネ
隣接するコムーネは以下の通り。
- アルバ・アドリアティーカ
- コッローポリ
- ジュリアノーヴァ
- モシャーノ・サンタンジェロ
- サントメーロ

## 行政

### 分離集落
トルトレートには、以下の分離集落（フラツィオーネ）がある。
- Tortoreto Alta, Tortoreto Lido, Cavatassi, Salino, Terrabianca